# Sistemi fotografici subacquei
(Enzo Maiorca)

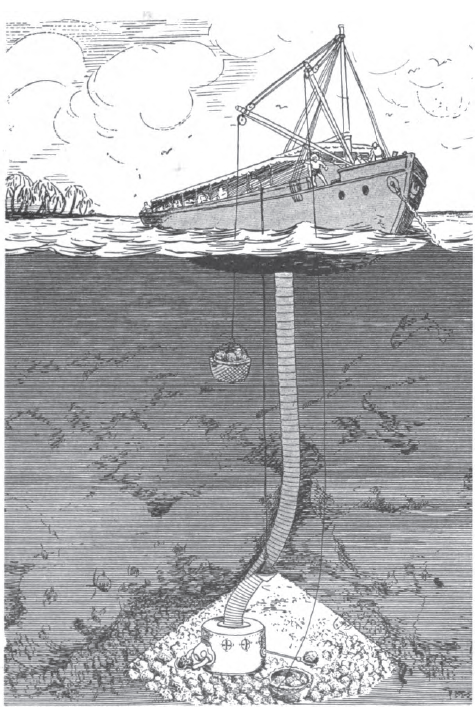
"1915 George Williamson che mostra l'invenzione di suo padre

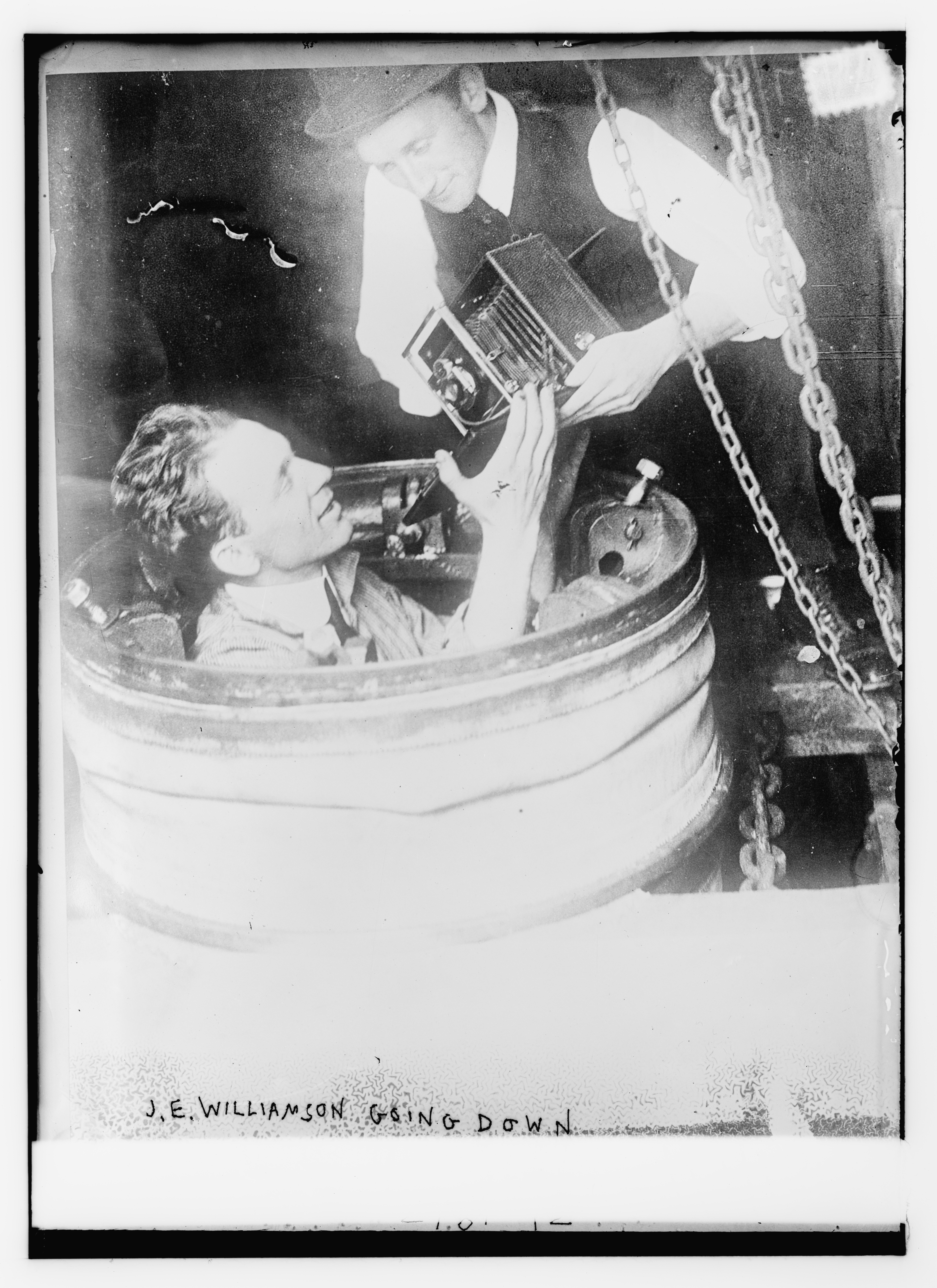
J.E. Williamson si immerge con una fotocamera

La fotocamera subacquea è un particolare tipo di fotocamera o custodia progettata per l'uso in ambienti acquatici in modo subacqueo; la custodia è chiamata in inglese housing: alloggio. 
Le fotocamere e le cineprese per poter lavorare, sotto l'acqua, sono generalmente protette da una custodia impermeabile, specifica per il tipo di fotocamera utilizzata. Queste custodie, per i modelli più recenti e professionali, consentono anche l'utilizzo di vari obiettivi del sistema fotografico utilizzato dalla fotocamera. 
Talune fotocamere sono intrinsecamente impermeabili e non hanno quindi alcun bisogno di custodia; la prima di queste è stata la Calypso phot progettata nel 1957 in Francia.
Spesso le custodie stagne hanno avuto un iniziale sviluppo artigianale per poi, in qualche caso, diventare oggetto di produzione in serie.

## Storia
- 1856 - William Thompson riprende le prime immagini subacquee con una telecamera montata su un palo.
- 1893 - Louis Boutan, che può essere considerato il primo fotografo subacqueo, con un'attrezzatura per l'immersione studiate ad hoc, i tempi di esposizione dell'immagine erano nell'ordine di 30 minuti. Egli con il fratello mise a punto il primo flash al magnesio con un flash che utilizzava un bulbo di gomma che soffiava polvere di magnesio in una lampada ad alcool che bruciando produceva il lampo di luce.[2][3][4]
- 1914 - John Ernest Williamson riprende il primo film subacqueo nelle Bahamas, Thirty Leagues Under the Sea, utilizzando un lungo tubo con una camera stagna.[5]
- 1926 - William Harding Longley e Charles Martin fecero la prima foto a colori della storia fotografando una (Scorpaena scrofa) ripresa al largo nel Golfo del Messico e utilizzando un flash al magnesio.[6]
- 1940 - Bruce Mozert inizia a fotografare a Silver Springs, in Maryland producendo le prime foto artistiche di soggetti sott'acqua.[7]
- 1958 - Fu istituita la CMAS - Confédération Mondiale des Activités Subaquatique.
- 1961 - La Photographic Society di San Diego diventa una delle prime organizzazioni dedicate alla promozione della fotografia subacquea.
- 1985 - I primi Campionati del Mondo CMAS di Fotografia subacquea si sono tenuti a Genova.

## Modelli
I modelli di custodie stagne (in inglese Housing) e fotocamere subacquee prodotte nel mondo sono stati poche decine:
| Anno      | Modello/Marca                           | Descrizione | Foto |
| --------- | --------------------------------------- | --- | --- |
| 1918      | Camera di Boutan                        | Prima custodia impermeabile per fotocamera subacquea le cui misure sono: 54 x 38,5 x 36,5 cm era dotata di palloncino per la compensazione della pressione e conteneva la fotocamera lastre Auto-Graflex 4x5 prodotta dal 1907 al 1923. | |
| 1938      | Bruce Mozert                            | Bruce Mozert, che operò a Silver Springs in Maryland, sviluppò custodie impermeabili per fotocamere, cineprese e sistemi flash subacquei. | vedi link: Underwarter camera                                                                           |
| 1954      | AKG Underwater Housing for Leica        | Scafandro in metallo per Leica | Vedi: AKG Underwater Housing for Leica                                                                  |
| 1954      | Rolleimarin                             | Hans Hass sviluppò la custodia subacquea Rolleimarin per le TLRs della Rollei le Rolleiflex, capace di soli 12 scatti. La custodia, in italiano chiamata cassetta subacquea, permetteva la visione del vetro smerigliato attraverso un cristallo e un prisma, montava un apposito lampeggiatore; essa completa di fotocamera pesava fuori dall'acqua 5,3 kg, poteva immergersi fino 100 m. | |
| 1957      | Calypso phot                            | Viene stato progettata da Jean de Wouters e promosso da Jacques-Yves Cousteau la fotocamera Calypso phot. Prendeva il nome dalla ninfa Greca Calipso; una fotocamera rivoluzionaria perché fu la prima fotocamera subacquea che non necessitava di scafandro, era dotata di un mirino galileiano. | |
| 1962      | Nikonos                                 | Una versione simile alla Calypso phot venne poi prodotta dalla Nikon (allora Teikoku Sanso KK) con il nome Nikonos, ciò dopo averne acquisito i diritti di produzione e vendita dalla La Spirotechnique nel gennaio 1962. Il suo primo impiego avvenne in Australia nel 1963. Essa era dotata di una velocità massima dell'otturatore di un 1/1000 di secondo. Questa fotocamera aveva una velocità dell'otturatore di 1/500 di secondo ed era capace di fotografare fino a 50 m di profondità. Essa diventa la serie più venduta di macchina fotografica subacquea. I Modelli Nikonos successivi sono stati prodotti fino al 1992. - Nikonos II (1968), - Nikonos III (1975), - Nikonos IV (1980), - Nikonos V (1984), - Nikonos RS (1992). | |
| 1960      | Custodia subacquea GAMI 16              | Le Officine Galileo produssero una custodia impermeabile per il modello GAMI 16. | |
| ?         | Hugyfot underwater Housing per Leica M2 | Scafandro in metallo con due maniglie per Leica M2 con obbiettivo 35 mm Summaron f3.5 | Vedi: Leica M2 + Hugyfot underwater Housing                                                             |
| 1960      | ELCAN Leica UW                          | La Leica produsse meno di dieci prototipi di custodia metallica a tenuta stagna per sue fotocamere Serie M, l'ELCAN Leica UW underwater housing, in collaborazione con US Navy Photographic Center in Washington DC. | Leica News & Rumors]                                                                                    |
| 1960      | Nemrod Metzeler Siluro                  | La Nemrod Metzeler spagnola produsse fino al 1966 il Siluro con formato pellicola da 120 film, 6x6cm. | Vedi foto: Nemrod Metzeler, Siluro (Underwater)                                                         |
| 1966      | Konica Mermaid                          | Fotocamera compatta Konica Big Mini con scafandro subacqueo fino a 5 m, con flash e autofocus. | Vedi: Konica Mermaid                                                                                    |
| 1970      | Anfibian                                | Venne prodotta in Italia la Anfibian o Mini-sub una fotocamera a pellicola di 35 mm prodotta dalla ditta milanese Gagy, con Flash subacqueo "SUB-LIGHT" dedicato. | Vedi sito. Macchina Anfibian o Mini-sub                                                                 |
| 1972      | Baracuda Housing o Baraflex             | La Yashica per il modello di fotocamera biottica Yashica MAT 124 G produsse una copia della Rollemairin altrettanto valida ma meno cara. | Vedi sito: Fotoausrüstung                                                                               |
| 1979      | Koroll Marine                           | In Italia, fino al 1985, venne prodotta un modello simile alla Nikonos la: Koroll Marine o anche Alfamar. Essa utilizzava la fotocamera dalla Bencini Koroll che usava pellicola 35 mm. Essa era contenuta all'interno di una custodia stagna in alluminio pressofuso all'esterno della quale erano presenti tutti i comandi per il suo uso. Inoltre, poteva essere usata fino a 100 m di profondità, aveva però un'ottica fissa a cui era possibile aggiungere come accessori obiettivi grandangolari e macro per ottenere qualunque inquadratura. | |
| 1980      | Minolta Watermatic                      | La Minolta mette in commercio la Minolta Weathermatic A 110 con il formato pellicola 110, successivamente nel 1987 la Weathermatic 35 DL (Dual) con formato pellicola 35 mm e nel 1997 la Vectis Weathermatic. | Vedi sito: Minolta Watermatic dual 35 MINOLTA Weathermatic A 110 Minolta Vectis Weathermatic zoom - aps |
| 1983      | Hanimex Amphibian                       | La Hanimex mette in commercio due modelli economici di fotocamera formato 35 mm impermeabile in plastica con flash incorporato, due tempi di scatto: 60 - /300 e con un'ottica fissa da 35 mm a f2,8, con il nome Amphibian. | Vedi sito: Hanimex_Amphibian                                                                            |
| 1984      | Fuji HD-M                               | La Fuji mise in commercio una fotocamera a 35 mm con flash incorporato con obiettivo con Fujinon 38mm, f2.8 impermeabile fino a 2 m con nome Fuji HD-M (Heavy Duty Motor). | Vedi sito: Fujica HD-M                                                                                  |
| 1986      | Canon Aqua Snappy/AS-6                  | Fotocamera impermeabile fino a 10 m, con obbiettivo 35 mm e lente f 4.5 | |
| 1994      | Canon Sure Shot WP-1 o Prima AS-1       | Fotocamera impermeabile con obiettivo 32mm f / 3,5 | |
| 1995      | Motor Marine                            | Della Sea & Sea Underwater la Motor Marine II EX giapponese, una fotocamera impermeabile alternativa alla Nikonos specie nel prezzo, aveva in ottica fissa di 35 mm con la possibilità di montare ottiche aggiuntive. Regolazione della messa a fuoco da 1 m a infinito, esposimetro incorporato TTL per luce ambiente e flash, motore di avanzamento integrato e regolazione della sensibilità della pellicola. Altre fotocamere subacquee della azienda giapponese sono state: - Motormarine MX 5 con ottica fissa 32 mm - Motormarine MX 1O con ottica fissa 32 mm con o senza flash YS40A - Accessori vari per la Motormarine II EX La Sea & Sea nel 1994, con possibilità di montare ottiche zoom, mise in commercio la custodia professionale per un sistema con fotocamera reflex. Il sistema comprendeva: la fotocamera Sea & Sea SX-1000, lo zoom Sea & Sea 28-70mm F3.5~4.5, la custodia stagna Sea & Sea Underwater Housing, l'oblò Sea & Sea Flat Port \|\| Vedi sito: Sea & Sea | |
| 1999      | Canon WP-DC600                          | La Canon mise in commercio la Canon IXUS X-1 una fotocamera compatta, con una custodia subacquea dedicata in Policarbonato capace di operare fino a 30 m di profondità la: Canon WP-DC600. | |
| 2008      | Zillion ZAP-D90 underwater housing      | Zillion ZAP-D90 underwater housing per Nikon D90 capace di immersioni fino a 60 metri | Vedi: Zillion ZAP-D90                                                                                   |
| ?         | Olympus Pen PT-EP01                     | Scafandro impermeabile fino a 40 m per la fotocamera sottomarinoa Olympus PEN E-PL1 | Vedi: Olympus Pen PT-EP01                                                                               |
| ?         | Vivitar Amphibia                        | Scafandro in plexiglas per fotocamera con possibilità di immersione fino a 25 m. | |
| ?         | Hasselblad Super Wide C Underwater      | La svedese Hasselblad mise in commercio una custodia metallica a tenuta stagna per i modelli 500 e 500C la Super Wide C Underwater (SWC). | Vedi sito: Hasselblad/Super-Wide-C-Underwater-(SWC)                                                     |
| ?         | Argus Wet-110                           | La Argus americana mise in commercio la fotocamera modello Wet-110 con pellicola formato 110. | Vedi sito: Argus Wet-110                                                                                |
|           | Nauticam International                  | Varie custodie professionali con due maniglie, per vari tipi di fotocamera digitali, con profondità di fino a 100 m | Vedi: Nauticam products                                                                                 |
|           | Ikelite                                 | Varie custodie professionali con due maniglie, per vari tipi di fotocamera digitali, con profondità di fino a 60 m | Vedi: Ikelite Underwater Systems                                                                        |
|           | Intova                                  | Varie custodie professionali, per vari tipi di fotocamera digitali, con profondità di fino a 60 m | Vedi: Intova cameras                                                                                    |
| ?         | Russia: Vari modelli                    | In Russia, ieri URSS, a partire dagli anni 60 furono create 11 custodie per vari modelli di fotocamere e cineproiettori. \| Anno \| Custodia \| Fotocamera \| \| --------- \| ---------------------------- \| ------------------------- \| \| 1960-1966 \| KPF-1 \| Zenit 3M (o Kristall) \| \| 1987-1991 \| KRAB \| Lomo LC-A e LC-M \| \| 2008 \| KRAB \| Lomo LC-A+ \| \| 1980 \| BPF-1 \| Zenit vari modelli reflex \| \| 1960 \| Delphin (Dolphin) \| Cinepresa 8 mm Ekran \| \| ? \| Kiev II \| Kiev a telemetro \| \| ? \| Kiev-80/88 underwarter box \| Kiev 80/88 SLR \| \| 1958 \| KRAB \| GOMZ Leningrad 35mm \| \| ? \| KRAB \| Sputnik stereo-camera[45] \| \| 1960 \| LKB-2 Underwater housing \| Cineprese GOMZ/LOMO Sport \| \| ? \| Lubitel Underwater Enclosure \| Lubitel-2 TLR \| | |
| Anno      | Custodia                                | Fotocamera | |
| 1960-1966 | KPF-1                                   | Zenit 3M (o Kristall) | |
| 1987-1991 | KRAB                                    | Lomo LC-A e LC-M | |
| 2008      | KRAB                                    | Lomo LC-A+ | |
| 1980      | BPF-1                                   | Zenit vari modelli reflex | |
| 1960      | Delphin (Dolphin)                       | Cinepresa 8 mm Ekran | |
| ?         | Kiev II                                 | Kiev a telemetro | |
| ?         | Kiev-80/88 underwarter box              | Kiev 80/88 SLR | |
| 1958      | KRAB                                    | GOMZ Leningrad 35mm | |
| ?         | KRAB                                    | Sputnik stereo-camera | |
| 1960      | LKB-2 Underwater housing                | Cineprese GOMZ/LOMO Sport | |
| ?         | Lubitel Underwater Enclosure            | Lubitel-2 TLR | |